# Dragaš Denković
Dragaš Đ. Denković (Solun, 16. januar 1910 – Beograd, 18. jun 1999) bio je istaknuti srpski stručnjak iz oblasti upravnog prava.

## Biografija
Prof. Dr Dragaš Denković je rođen 16. januara 1910. godine u Solunu. 
Za vreme Prvog svetskog rata sa porodicom (ocem Đorđem - poslanikom u kraljevoj vladi, majkom i sestrom Divnom) iz Soluna prelazi u Beograd. Gimnaziju i Pravni fakultet završio je u Beogradu 1932. godine, a diplomu doktora pravnih nauka stekao je na prestižnom pariskom  univerzitetu Sorbona. Radnu karijeru je započeo na Pravnom fakultetu u Beogradu 1935. godine, na kojem je ostao sve do penzionisanja 1977. godine. Tokom Drugog svetskog rata sa još šest profesora Pravnog fakulteta bio je zatvoren u Banjički logor zbog liberalnih i antifašističkih stavova. Krajem četrdesetih godina 20. veka ženi se Jovankom Ćorović, uglednom profesorkom opšte i nacionalne istorije. Pored beogradskog pravnog fakulteta predavao je još u Novom Sadu, Zagrebu, Ljubljani, Atini, i mnogim drugim pravnim fakultetima širom zemlje i inostranstva.
Njegov ujak Čedomilj Mitrović bio je ugledni profesor crkvenog i bračnog prava na Pravnom fakultetu u Beogradu i svojevremeni rektor beogradskog univerziteta.
Profesor Denković je umro 18. juna 1999. godine u Beogradu, gde je i sahranjen.

## Objavljena dela
Kao vrsni pravnik objavljivao je članke u raznim pravnim časopisima i zbornicima, a ovo su neka od njegovih najznačajnijih dela:
- U:  str. 551-575.
- „Upravno pravo kao naučna disciplina“, Anali Pravnog fakulteta u Beogradu, br. 1, 1969.
- Upravni ugovori i obligacioni odnosi radnih organizacija koje vrše javna ovlašćenja, Beograd (1970)
- Odgovornost javnih službenika u srednjovekovnom srpskom pravu, Beograd (1972)
- Preobražaj predmeta upravnog prava u samoupravnom društvu, Matica Srpska (1979)
- Zaštita potrošača u pravu SFRJ, Novi Sad (1979)
- Dobra uprava (Biblioteka Naučna baština Pravnog fakulteta u Beogradu), Beograd (2010)

## Literatura
- Momir, Milojević. Naš Dragaš Denković, Anali Pravnog fakulteta u Beogradu, vol. 52, br. 1-2, 2004, str. 266-274.